# Речь Гитлера 1 сентября 1939 года
Речь Гитлера 1 сентября 1939 года — выступление Адольфа Гитлера на чрезвычайной сессии рейхстага в Кролль-опере. Речь представляла собой публичное объявление войны Польше (официально этого сделано не было), и с этой даты исчисляется начало Второй мировой войны.
Первым боевые действия начал линкор «Шлезвиг-Гольштейн» около 4:48 утра 1 сентября. В 5:40 Гитлер выступил перед войсками с прокламацией: «Польское государство отказалось от мирного урегулирования конфликта, как это предлагал сделать я, и взялось за оружие… Чтобы прекратить это безумие, у меня нет другого выхода, кроме как отныне и впредь силе противопоставить силу». В 11:40 Верховное командование Германии издало воззвание к войскам («Солдаты немецкой армии — после того, как все другие средства потерпели неудачу — решение должно принимать оружие»). Само выступление в рейхстаге состоялось несколько позже.
Хотя некоторые утверждения были правдой, в целом речь представляла собой «поразительный каталог лжи». Ход дипломатических событий, предшествовавших вторжению, был искажен в деталях.

Как всегда, я пытался мирным путём добиться пересмотра, изменения этого невыносимого положения. Это — ложь, когда мир говорит, что мы хотим добиться перемен силой. <...> Таким же образом я пробовал решить проблему Данцига, коридора, и т.д., предлагая мирное обсуждение проблем. <...>
В разговоре с польскими государственными деятелями я обсуждал идеи, с которыми вы знакомы по моей последней речи в рейхстаге. <...> Нет на свете ничего более скромного и лояльного, чем эти предложения. <...> Эти предложения были отвергнуты. Мало того, что ответом сначала была мобилизация, но потом и усиление террора и давления на наших соотечественников... <...>
Польша не была готова уладить проблему Коридора разумным способом... <...> Я сделал еще одно заключительное усилие, чтобы принять предложение о посредничестве со стороны Британского Правительства. <...> Два дня кряду я сидел со своим правительством и ждал, сочтет ли возможным правительство Польши послать полномочного представителя или не сочтет.<...>
Депутаты, если бы Германское Правительство и его Фюрер терпеливо бы сносили такое обращение с Германией, то заслуживали бы лишь исчезновения с политической сцены. Однако не прав окажется тот, кто станет расценивать мою любовь к миру и мое терпение как слабость или даже трусость. <...>
Эти предложения о посредничестве потерпели неудачу...— Речь рейхсканцлера А. Гитлера в рейхстаге 1 сентября 1939 г.
Далее Гитлер коснулся пакта Молотова — Риббентропа, который был подписан 23 августа, десятью днями ранее. Хотя информация о заключении самого пакта была опубликована в Советском Союзе и успела широко распространиться по миру, эта речь стала первым официальным заявлением Гитлера.

Я особенно счастлив, что могу сообщить вам одну вещь. <...> я более не вижу ни одной причины для противостояния между нами [Советская Россия и Германия]. Это мнение разделяют обе наши стороны. Любое противостояние между нашими народами было бы выгодно другим. Поэтому мы решили заключить договор, который навсегда устраняет возможность какого-либо конфликта между нами. <...>
Россия и Германия боролись друг против друга в Первую мировую войну. Такого не случится снова.— Речь рейхсканцлера А. Гитлера в рейхстаге 1 сентября 1939 г.
Фюрер сообщил о поставленных им перед собой задачах и обосновал необходимость принуждения польского правительства к выполнению требований Рейха проблемой с безопасностью границ:

Я предназначен, чтобы решить: первое — проблему Данцига; второе — проблему Коридора, и третье — чтобы обеспечить изменение во взаимоотношениях между Германией и Польшей, которая должна гарантировать мирное сосуществование. Поэтому я решил бороться, пока существующее польское правительство не сделает этого, либо пока другое польское правительство не будет готово сделать это. Я решил освободить германские границы от элементов неуверенности...
Вина за нападение Германии была возложена на саму Польшу. Формальным casus belli стала провокация в Гляйвице — сфальсифицированный инцидент, завершавший операцию «Гиммлер» и призванный продемонстрировать, что поляки якобы напали первыми.

Прошедшей ночью польские солдаты впервые учинили стрельбу на нашей территории. До 5.45 утра мы отвечали огнем, теперь бомбам мы противопоставим бомбы.— Речь рейхсканцлера А. Гитлера в рейхстаге 1 сентября 1939 г.
После этого Гитлер объявил себя «Первым солдатом Германского рейха» (нем. Erster Soldat des Deutschen Reiches), самопровозглашенным званием, фактически эквивалентным генералиссимусу. Это стало очередным шагом в укреплении позиции Гитлера как верховного главнокомандующего (нем. Oberbefehlshaber der Deutschen Wehrmacht):

Отныне я — первый солдат германского Рейха. Я снова надел форму, которая была для меня дорога и священна. Я не сниму ее до тех пор, пока не будет одержана победа, ибо поражения я не переживу.— Речь рейхсканцлера А. Гитлера в рейхстаге 1 сентября 1939 г.
Уильям Ширер в своей книге позднее отметил: «В тот день Гитлер только однажды сказал правду. <…> Своё обещание [не пережить поражения] он выполнил. Но в тот день я не встретил в Берлине ни одного немца, который обратил бы внимание на слова Гитлера о том, что он и мысли не допускал о возможном поражении».
Первая леди США Элеонора Рузвельт по этому поводу оставила запись в дневнике: «Сегодня в 5 часов утра у нас зазвонил телефон, и именно президент из Вашингтона сообщил мне печальную новость о том, что Германия вторглась в Польшу и что её самолеты бомбят польские города. Он сказал мне, что Гитлер собирается выступить перед Рейхстагом, поэтому мы включили радио и слушали его до 6 часов… Пока я слушала речь Гитлера, мне всё время вспоминалось это сообщение… как ты можешь говорить, что не собираешься воевать с женщинами и детьми, а потом посылать самолеты бомбить города?» (В своей речи Гитлер пообещал: «…я не буду воевать против женщин и детей. Я приказал, чтобы мои воздушные силы ограничились атаками на военные цели»).
Специальный выпуск New York Times, сообщивший о войне на первой же полосе, после цитат о том, что «бомба встретит бомбу» и клятвы «бороться до разрешения» ситуации в Польше, сосредоточился на порядке преемственности. В своей речи Гитлер заявил, что порядок будет следующим: Герман Геринг, затем Рудольф Гесс, затем преемник, который будет избран «Сенатом». Такой порядок оставался в силе до телеграммы Геринга от 23 апреля 1945 года, где Геринг пытался использовать его для оправдания своей попытки взять власть в Германии в свои руки.